# Говда

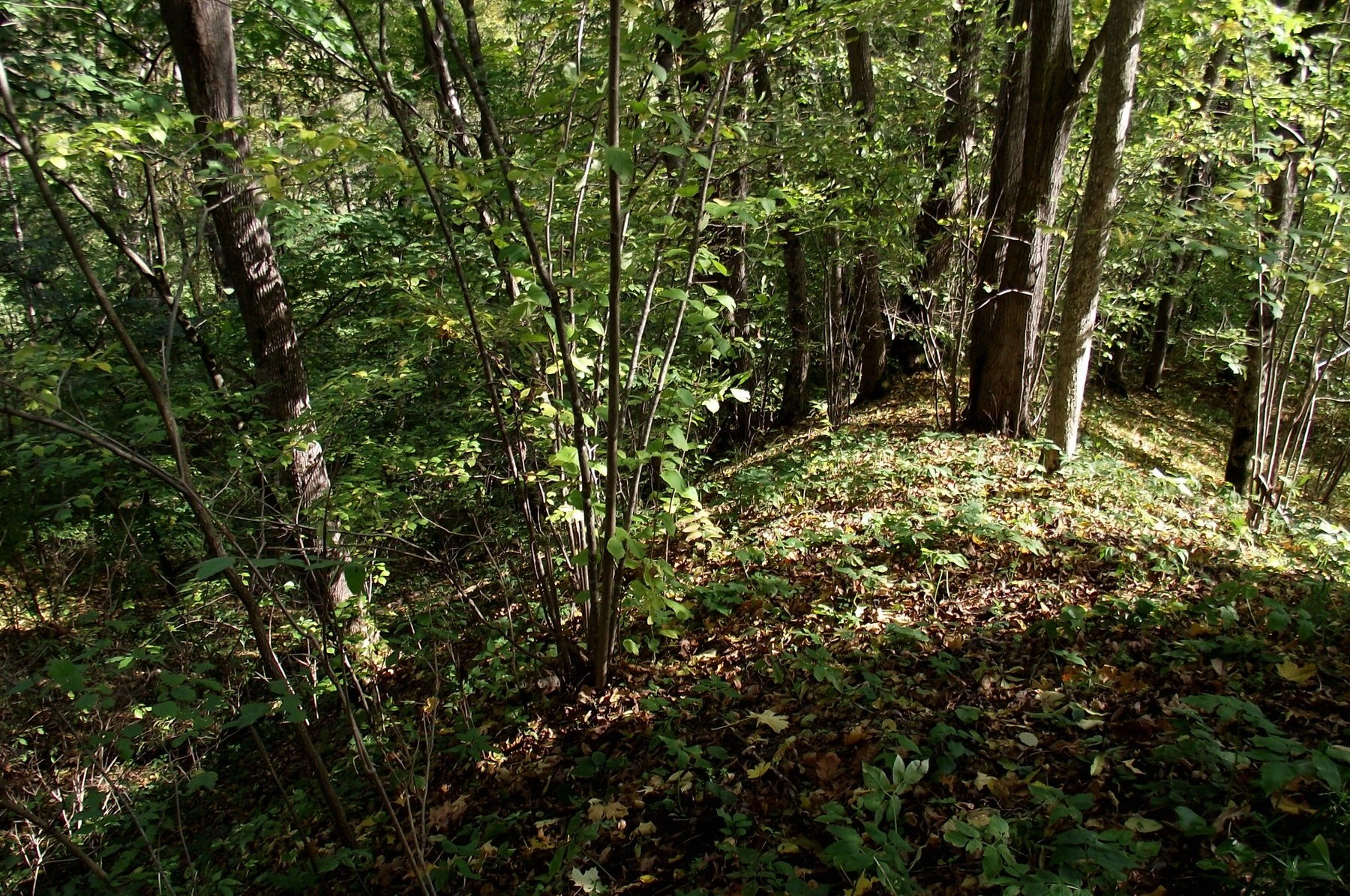
Вал городища Говда.

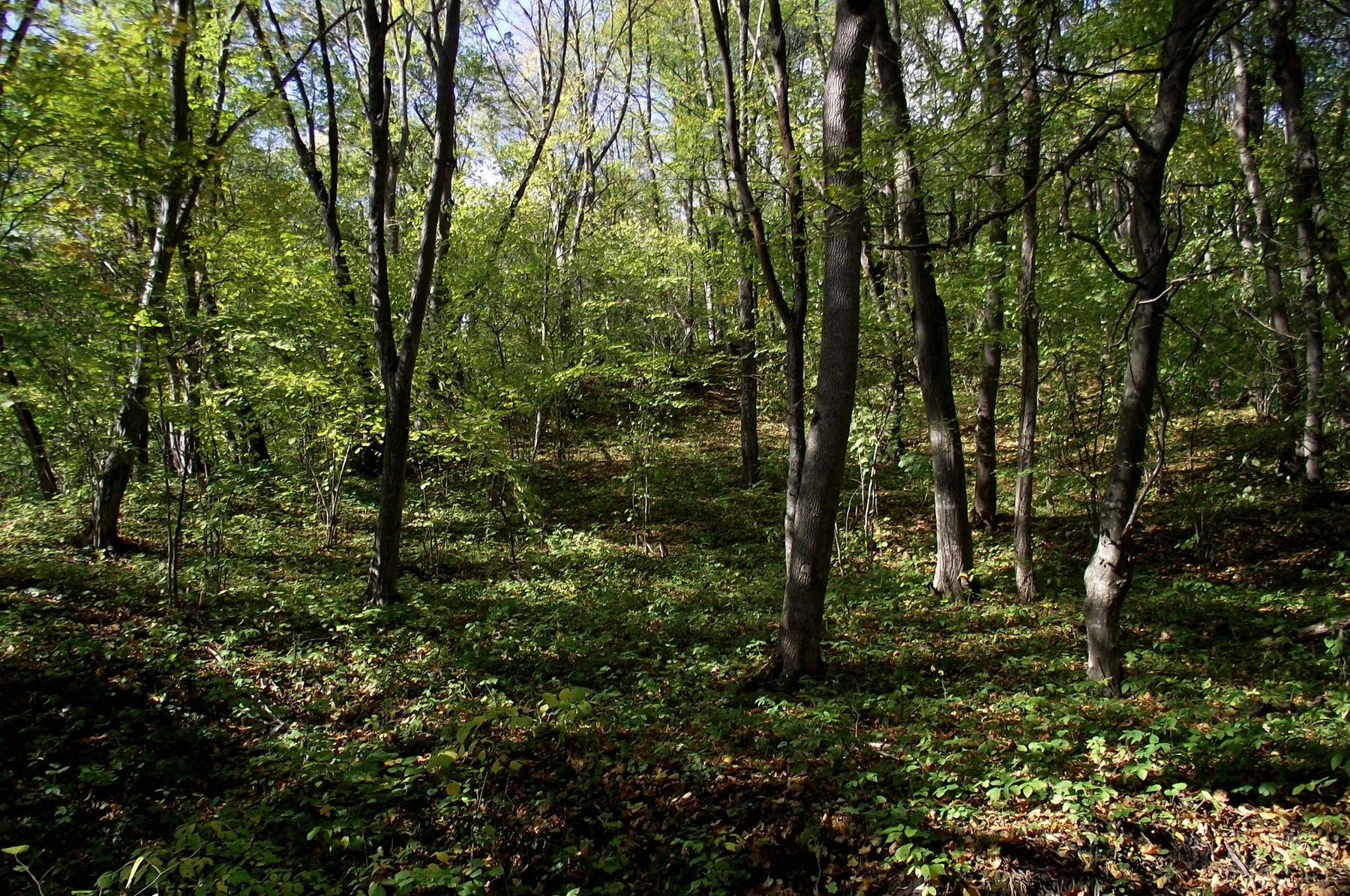
Вид на площадку городища с культового колодца.

Говда (укр. Ґовда) — древнерусское городище X—XIII веков. По мнению И. П. Русановой и Б. А. Тимощука — языческое святилище. Расположено к югу от села Крутилов Тернопольской области, на высоком правом берегу реки Збруч.
Небольшая овальная площадка городища расположена на южном склоне, перепад высот составляет около 20 м. Возможно, она была непригодной для длительного проживания. Кольцевой вал городища несколько раз досыпали и выкладывали камнем. На валу зажигали костры с ритуальной целью. В XI веке в городище был выкопан колодец, имевший культовое значение. В XII веке колодец засыпали, оставив на его месте жертвенную яму. Неподалёку была хлебная культовая печь.
С западной и северной стороны выявлены сопутствующие поселения. Городище Говда относилось к Збручскому культовому центру и расположено на полпути между городищами Богит и Звенигород.
Историк Максим Жих связывает рассказ аль-Масуди о славянских языческих храмах с крупным языческим славянским религиозным центром с городищами-святилищами Богит, Звенигород и Говда, который существовал в Прикарпатье.